# Station Tarczyn Wąskotorowy
Station Tarczyn Wąskotorowy is een spoorwegstation in de Poolse plaats Tarczyn.